# كريس تشيك
كريس تشيك (بالإنجليزية: Chris Cheek)‏ هو عازف جاز أمريكي، ولد في 16 سبتمبر 1968 في سانت لويس في الولايات المتحدة.

## وصلات خارجية
- كريس تشيك على موقع ميوزك برينز (الإنجليزية)
- كريس تشيك على موقع أول ميوزيك (الإنجليزية)
- كريس تشيك على موقع ديسكوغز (الإنجليزية)